# Довгоноса акула
Довгоноса акула (Rhizoprionodon) — рід акул родини сірі акули. Має 7 видів.

## Опис
Загальна довжина представників цього роду коливається від 60 см до 1,78 м при вазі від 10 до 22 кг. Спостерігається статевий диморфізм: самиці трохи більше за самців. Голова середнього розміру. Морда надзвичайно довга та дуже вузька. Звідси походить назва цих акул. Очі великі, круглі, з мигальною перетинкою. Бризкальця відсутні. Губні борозни чітко виражені, доволі довгі. Рот доволі великий. Зуби на обох щелепах переважно однакового розміру й форми. У неї 5 пар зябрових щілин. Тулуб стрункий, веретеноподібний. Грудні плавці невеликі та широкі. Мають 2 спинних плавця, з яких передній значно перевершує задній. Передній спинний плавець розташований між грудними і черевними плавцями. Хвостовий гетероцеркальний.
Забарвлення спини сіре з різними відтінками, сіро-буре, сіро-оливкове, коричнево-сіре, коричневе, синювате, фіолетово-коричневе. Черево має білий або біло-попелястий колір. На плавцях присутня біла або темна облямівка.

## Спосіб життя
Тримаються глибин від 20 до 1000 м, континентального або острівного шельфу. Воліють затоки, лимани, мілину, верхніх шарів водної поверхні, гирл річок, піщаних, мулистих, піщано-мулястих ґрунтів. Здатні утворювати групи або зграї різного розміру. Здатні здійснювати вертикальні сезонні міграції, а також міграції уздовж берегової лінії. Живляться костистою рибою, головоногими та черевоногими молюсками, ракоподібними, морськими черв'яками, личинками морським тварин.
Статева зрілість самців настає при розмірах від 35 до 95 см, самиць — від 40 до 100 см. Це живородні акули. Вагітність триває від 10 до 12 місяців. Самиці народжують від 2 до 12 акуленят завдовжки від 21 до 80 см. Народження відбувається щорічно.
Тривалість життя від 5 до 10 років.
Ці акули є об'єктом промислового вилову та спортивного рибальства.

## Розповсюдження
Мешкає в Атлантиці: уздовж західного узбережжя Африки (від Мавританії до Анголи) та від канадської провінції Нью-Брансвік до Уругваю; Індійському океані: від східної Африки до Малайського архіпелагу, зокрема у Перській затоці й Червоному морі; в Тихому океані: від східної Австралії до Японії та від Каліфорнійської затоки до узбережжя Перу.

## Види
- Rhizoprionodon acutus (Rüppell, 1837)
- Rhizoprionodon lalandii (Müller et Henle, 1839)
- Rhizoprionodon longurio (Jordan et Gilbert, 1882)
- Rhizoprionodon oligolinx Springer, 1964
- Rhizoprionodon porosus (Poey, 1861)
- Rhizoprionodon taylori (Ogilby, 1915)
- Rhizoprionodon terraenovae (Richardson, 1836)